# Tajik League 2014
De Tajik League 2014 is het 23e seizoen van het voetbalkampioenschap van Tadzjikistan (Ligai olii Toçikiston).
Het hoogste niveau bestaat uit tien voetbalclubs en er wordt gevoetbald van het voorjaar tot en met het najaar. Titelhouder van vorige seizoen is Ravshan Kulob.

## Teams
| Team                    | Locatie      | Stad                           | Capaciteit |
| ----------------------- | ------------ | ------------------------------ | ---------- |
| CSKA Pomir Dushanbe     | Dushanbe     | CSKA Stadium                   | 7,000      |
| Energetik Dushanbe      | Dushanbe     |                                |            |
| Daleron-Uroteppa        | Istaravshan  | Istravshan Arena               | 20,000     |
| Istiklol                | Dushanbe     | Pamir Stadium                  | 24,000     |
| Khayr Vahdat            | Vahdat       |                                |            |
| Khujand                 | Khujand      | 20-Letie Nezavisimostistadion  | 20,000     |
| Parvoz Bobojon Ghafurov | Ghafurov     |                                |            |
| Ravshan                 | Kulob        | Kulob Central Stadium          | 20,000     |
| Regar-TadAZ             | Tursunzoda   | Stadium Metallurg 1st District | 20,000     |
| Vakhsh                  | Qurghonteppa | Tsentralnyi Stadium            | 10,000     |

## Stand
| Pos | Team                  | Wed | W  | G | V  | Ptn | DV | DT | +/− | Kwalificatie of degradatie |
| --- | --------------------- | --- | -- | - | -- | --- | -- | -- | --- | -------------------------- |
| 1   | Istiqlol Dushanbe (C) | 18  | 16 | 2 | 0  | 50  | 65 | 10 | +55 | AFC Cup 2015               |
| 2   | Khayr Vahdat FK       | 18  | 11 | 2 | 5  | 35  | 27 | 17 | +10 | AFC Cup 2015 (Play offs)   |
| 3   | FK Daleron-Uroteppa   | 18  | 9  | 6 | 3  | 33  | 20 | 11 | +9  |                            |
| 4   | FK Khujand            | 18  | 9  | 5 | 4  | 32  | 24 | 17 | +7  |                            |
| 5   | Parvoz                | 18  | 8  | 1 | 9  | 25  | 28 | 35 | −7  |                            |
| 6   | Regar-TadAZ           | 18  | 5  | 5 | 8  | 20  | 25 | 27 | −2  |                            |
| 7   | Energetik Dushanbe    | 18  | 5  | 4 | 9  | 19  | 17 | 30 | −13 |                            |
| 8   | CSKA Pamir Dushanbe   | 18  | 3  | 6 | 9  | 15  | 14 | 27 | −13 |                            |
| 9   | Vakhsh                | 18  | 4  | 2 | 12 | 14  | 12 | 32 | −20 |                            |
| 10  | Ravshan Kulob         | 18  | 2  | 3 | 13 | 9   | 18 | 44 | −26 |                            |

### Resultaten
| Thuis \ Uit             | CSKA | ENG | DAU | IST | KHJ | KVD | PBG | RAV | RAZ | VAK |
| ----------------------- | ---- | --- | --- | --- | --- | --- | --- | --- | --- | --- |
| CSKA                    |      | 0–2 | 1–1 | 0–3 | 0–0 | 2–2 | 3–1 | 2–1 | 0–3 | 4–3 |
| Energetik               | 0–0  |     | 0–3 | 0–3 | 0–3 | 0–2 | 1–0 | 2–2 | 3–0 | 0–1 |
| Daleron-Uroteppa        | 1–0  | 1–1 |     | 0–3 | 1–0 | 0–0 | 2–0 | 1–0 | 2–0 | 2–0 |
| Istiklol                | 4–0  | 2–2 | 1–1 |     | 4–0 | 5–1 | 5–1 | 9–1 | 1–0 | 8–0 |
| Khujand                 | 1–0  | 2–0 | 0–0 | 0–2 |     | 1–0 | 3–3 | 1–0 | 3–1 | 1–0 |
| Khayr Vahdat            | 1–0  | 3–0 | 1–0 | 2–3 | 2–0 |     | 1–0 | 3–1 | 2–1 | 2–0 |
| Parvoz Bobojon Ghafurov | 2–1  | 3–0 | 1–2 | 0–5 | 0–4 | 2–1 |     | 5–2 | 2–1 | 1–0 |
| Ravshan                 | 0–0  | 0–2 | 1–0 | 1–2 | 2–3 | 1–2 | 2–5 |     | 0–0 | 1–0 |
| Regar-TadAZ             | 1–1  | 2–4 | 2–2 | 1–2 | 1–1 | 1–0 | 2–1 | 5–2 |     | 3–0 |
| Vakhsh                  | 1–0  | 3–0 | 0–1 | 0–3 | 1–1 | 0–2 | 0–1 | 2–1 | 1–1 |     |

## Topscorers
| Rank | Speler               | Club         | Doelpunten |
| ---- | -------------------- | ------------ | ---------- |
| 1    | Dilshod Vasiev       | Istiqlol     | 15         |
| 2    | Firuz Rakhmatov      | Regar-TadAZ  | 9          |
| 3    | Hossein Sohrabi      | Khayr Vahdat | 8          |
| 4    | Kamil Saidov         | Istiqlol     | 7          |
| 4    | Khurshed Makhmudov   | Istiqlol     | 7          |
| 6    | Rustamov Nowruz      | Ravshan      | 6          |
| 6    | Alia Sylla           | CSKA         | 6          |
| 6    | Farhad Tokhiri       | Parvoz       | 6          |
| 6    | Fatkhullo Fatkhuloev | Istiqlol     | 6          |
| 6    | Romish Jalilov       | Istiqlol     | 6          |
| 6    | Aydoh Napoleon       | Khayr Vahdat | 6          |
| 6    | Rakhmonov            | Regar-TadAZ  | 6          |

1992 · 1993 · 1994 · 1995 · 1996 · 1997 · 1998 · 1999 · 2000 · 2001 · 2002 · 2003 · 2004 · 2005 · 2006 · 2007 · 2008 · 2009 · 2010 · 2011 · 2012 · 2013 · 2014 · 2015 · 2016 · 2017 · 2018 · 2019 · 2020 · 2021 · 2022 · 2023 · 2024 · 2025
Chatlon · 
Choedzjand ·
CSKA Pomir · 
Doesjanbe-83 · 
Fajzdjand · 
Istaravshan · 
Istiklol · 
Koektosj Rudaki · 
Lokomotiv Pomir · 
Regar-TadAZ